# Édouard Collignon
Édouard Charles Romain Collignon (* 28. März 1831 in Laval (Mayenne); † 11. August 1913)  war ein französischer Ingenieur.
Collignon studierte ab 1849 an der École polytechnique und war Bauingenieur im Staatsdienst, ab 1878 als Generalinspektor für Straßen und Brücken (Ponts et chaussées).
1857 bis 1962 war er am Bau russischer Eisenbahnen beteiligt (St. Petersburg nach Warschau und Nischni-Nowgorod nach Moskau).
Er war Professor für Mechanik an der École des Ponts et chaussées und für Mechanik und Analysis an der École préparatoire.
Er veröffentlichte auch über Mechanik, Astronomie und Mathematik. Nach ihm ist eine Kartenprojektion (Collignon-Projektion) benannt, die er 1865 veröffentlichte.
1891 war er Präsident der Société mathématique de France. 1881 erhielt er den Prix Dlamont. Er war Gründungsmitglied der Association française pour l’avancement des sciences.

## Schriften
- Cours élémentaire de mécanique (statique), Hachette 1869
- Les Machines, Hachette 1873, 1882
- Cours de mécanique appliquée aux constructions, Dunod 1869/70
- Les chemins de fer russes de 1857 à 1862, Dunod 1864
- Traité de mécanique, Hachette 1885 bis 1891